# Aerangis concavipetala
Aerangis concavipetala é uma espécie de orquídea monopodial epífita, família Orchidaceae, que habita o noroeste de Madagascar.